# Пак с Холмов
Puck of Pook’s Hill (в России издававшаяся как «Старая Англия. Сказания»,«Пак с Холмов», «Пак с Волшебных Холмов», «Пак из страны Холмов», «Пак с Холмов Пука»), «Сказки старой Англии» и Rewards and Fairies («Награды и Феи», «Подарки фей») — цикл сказок Редьярда Киплинга, объединённых сквозными персонажами. Написаны автором в Сассексе в 1906 году, изданы двумя отдельными томами.

## Композиция
Книги представляют собой цикл рассказов, иногда со сквозным сюжетом. Центральным персонажем является эльф Пэк (или Пак, персонаж старинных английских легенд и пьесы Шекспира «Сон в летнюю ночь»), который рассказывает двоим современным (Киплингу, то есть начала XX века) детям, Дану и Юне, истории из прошлого Англии и приводит к ним познакомиться людей, прежде живших на этом месте — римских легионеров, норманских рыцарей, учёных эпохи Возрождения, и др.
Исторические сюжеты тесно переплетаются с британской мифологией. Пак и некоторые гости рассказывают о феях, жителях холмов, древних богах и прочих чудесах. Цикл иногда называют первым произведением современной фэнтези (хотя не все рассказы содержат фантастический элемент, не считая собственно перемещения людей во времени).
Каждая сказка сопровождается одним-двумя стихотворениями Киплинга, самое известное из которых, «Если…», многими считается одним из лучших стихотворений XX века, символом британского стоицизма. Впоследствии многие из стихотворений из «Пака», такие как «Холодное Железо», «Песня римского центуриона», «Песня пиктов», вошли в сборники лучших стихов Киплинга.

## Пак с Холмов

### МечВиланда(Weland’s Sword)

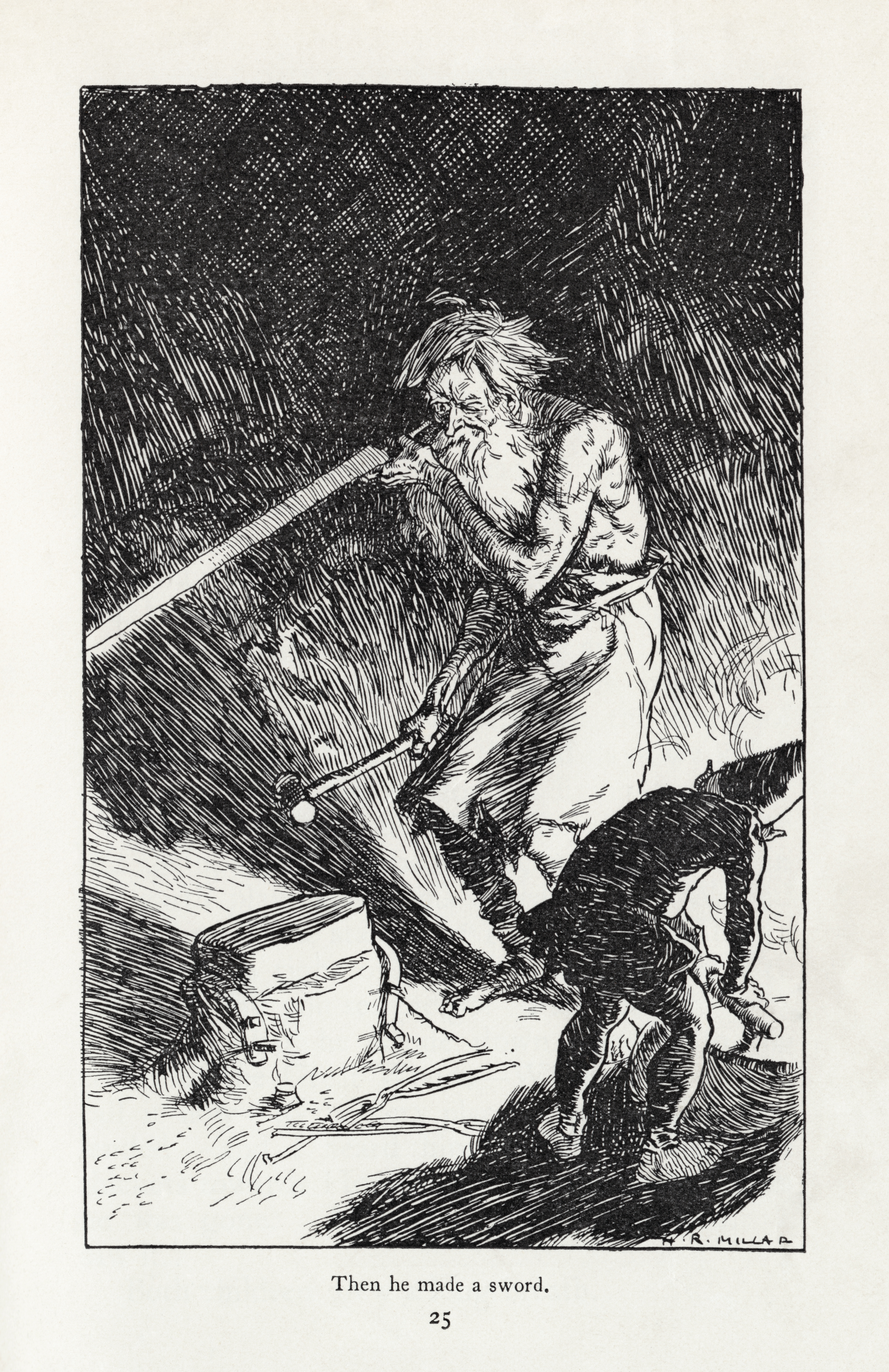
Меч Виланда

В этой истории дети знакомятся с Паком и он рассказывает им первую историю: о скандинавском боге Виланде, который, после прихода христианства, вынужден был работать кузнецом для смертных.
Стихи: «Puck’s Song», «a Tree Song»

### Молодые люди вманоре(Young Men at the Manor)
Пэк приводит к детям нормандского рыцаря Ричарда, к которому попал меч, сделанный Виландом. Ричард и его новый товарищ, сакс Хью, ищут способ, как примирить два свои враждебных народа.
Стихи: «Sir Richard’s Song»

### Рыцари славного дерзания (The Knights of the Joyous Venture)

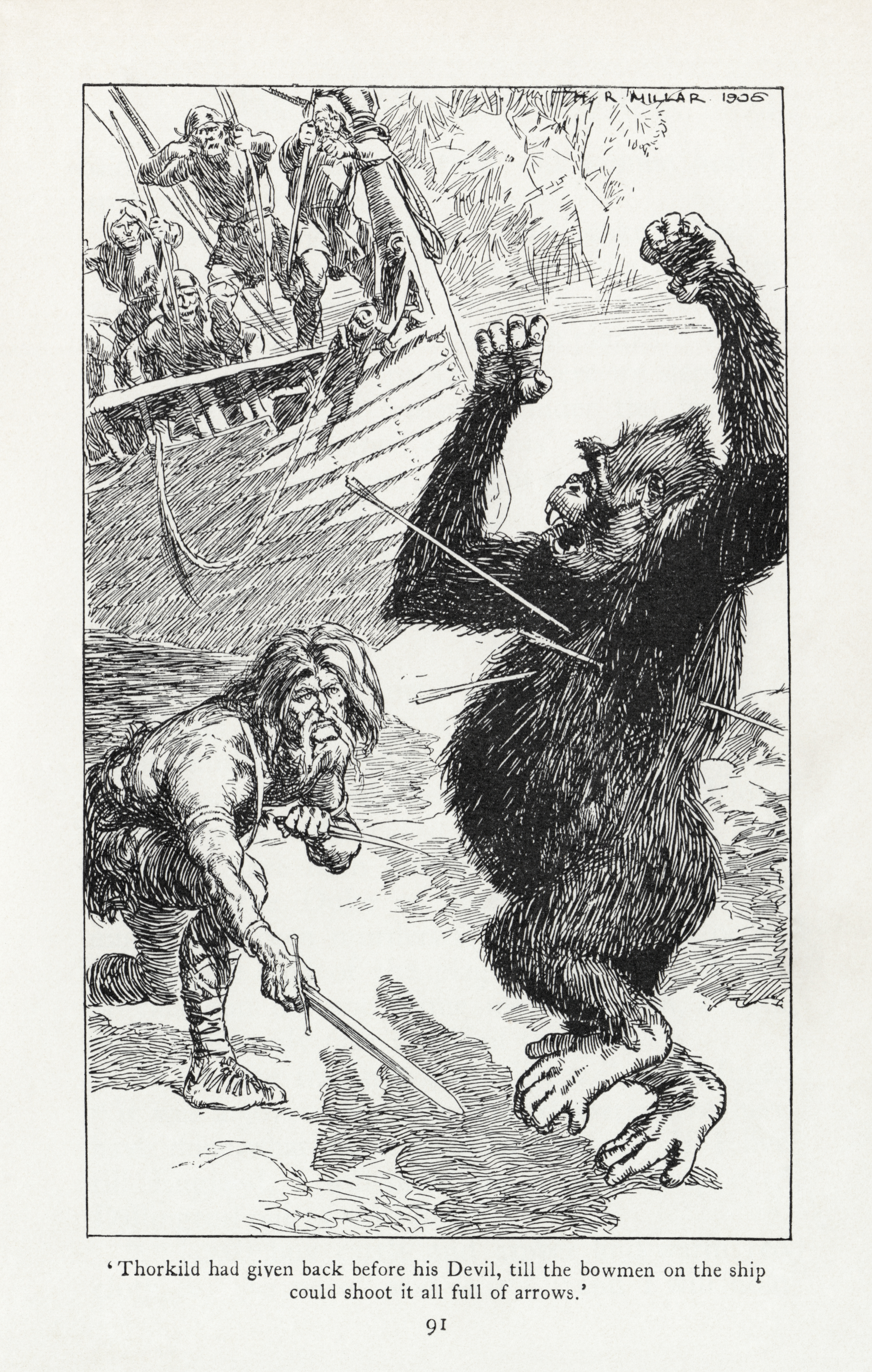
Рыцари славного дерзания

Продолжение истории сэра Ричарда, который попал в плен к датчанам и отправился с ними в плавание к берегам Африки.
Стихи: «Harp Song of the Dane Women», «Thorkild’s Song»

### Старики в Певенси (Old Men at Pevensey)
Финал истории сэра Ричарда и сэра Хью: герои прячут полученное ими от датчан золото.
Стихи: «The Runes on Weland’s Sword»

### Центурион Тридцатого (a Centurion of the Thirtieth)
Дан и Юна знакомятся с римским центурионом Парнезием. Он рассказывает им о своём детстве и знакомстве с генералом Максимусом.
Стихи: «Cities and Thrones and Powers», «a British Roman Song»

### На великой стене (On the Great Wall)
Парнезий продолжает свой рассказ о том, как был назначен служить на Великую Пиктскую Стену вместе со своим другом Пертинаксом. Легионам приходится с трудом удерживать пиктов от войны, а Максимус решает завоевать Рим.
Стихи: «Rimini», «Song to Mithras»

### Крылатые шлемы (The Winged Hats)

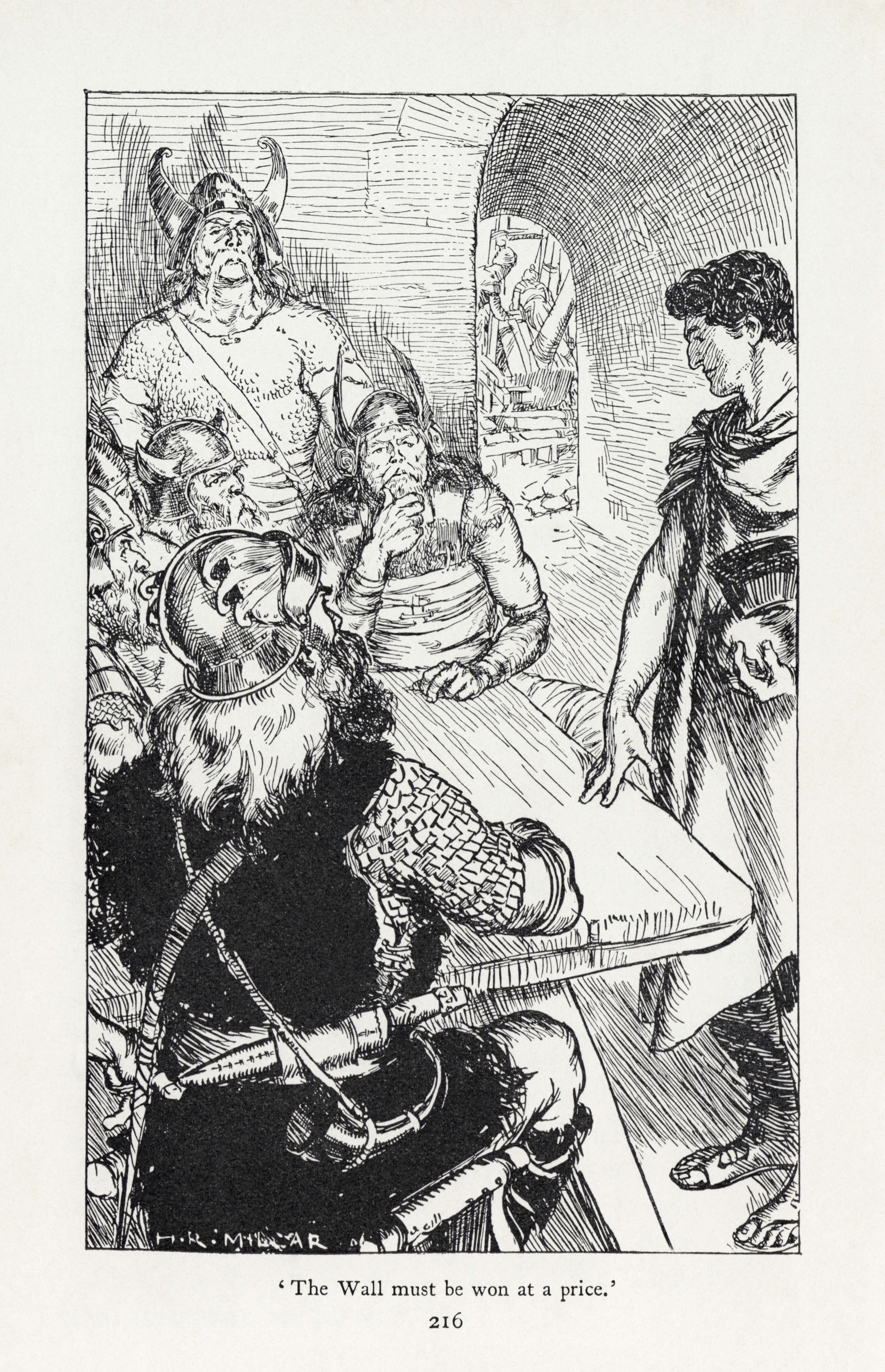
Крылатые шлемы

Третья встреча детей с Парнезием и окончание рассказа о том, как римляне защищали Стену от полчищ Крылатых Шлемов после падения Максимуса и до прибытия легионов Феодосия.
Стихи: «Pict Song», «The Roman Centurion’s Song»

### Хэл-рисовальщик (Hal o' the Draft)

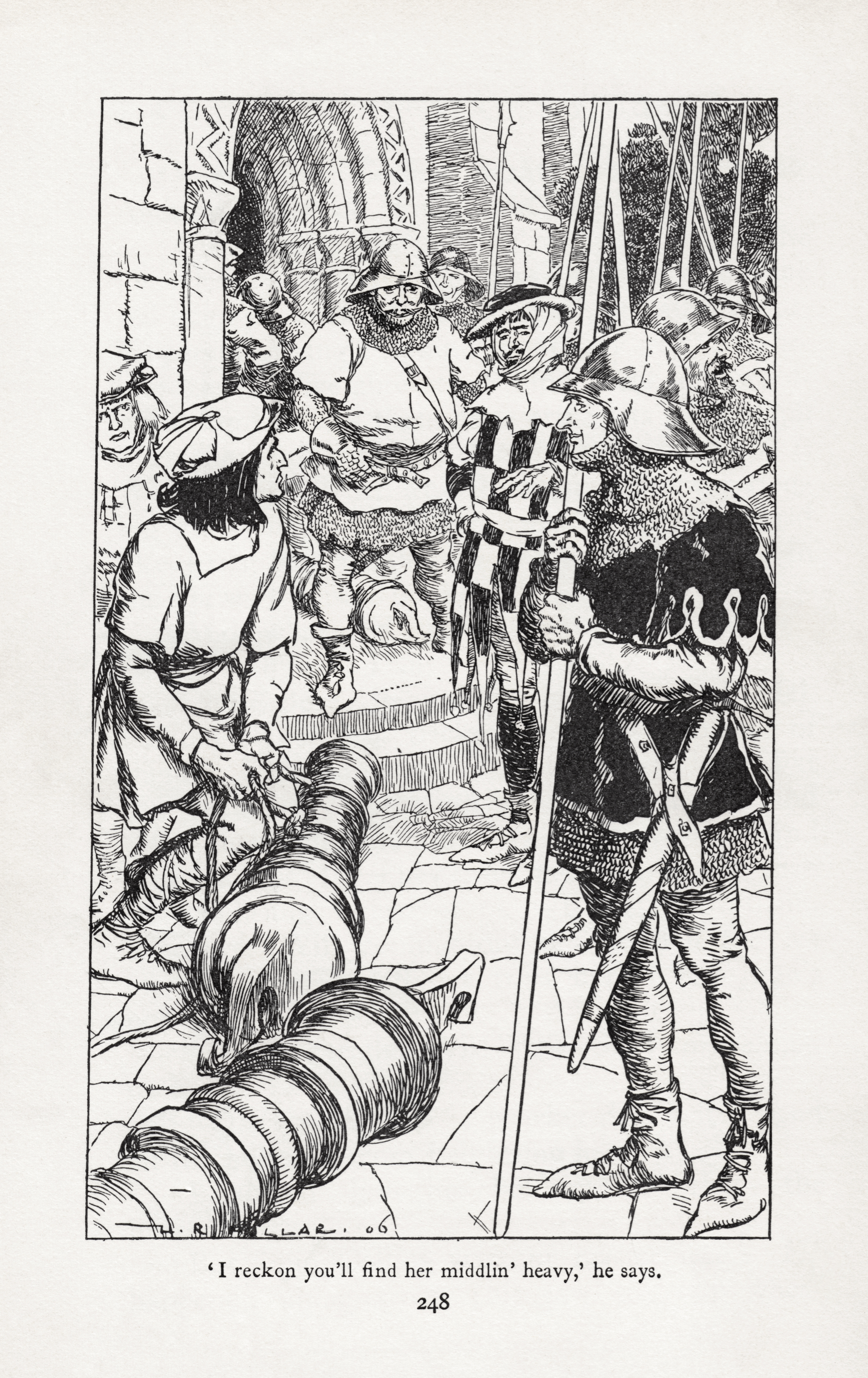
Хэл-рисовальщик

Моряк Хэл рассказывает, как плавал с Себастьяном Каботом.
Стихи: «Prophets at Home», «a Smuggler’s Song»

### Бегство изДимчерча(Dymchurch Flit)
Бортник Хобден и его странный знакомый рассказывают детям о том, как феи покинули Англию, спасаясь от войн людей. Под конец дети узнают в незнакомце Пака.
Стихи: «The Bee Boy’s Song», «A Three-Part Song»

### Клад и закон (The Treasure and the Law)
Еврейский ростовщик Кадмиэль рассказывает, куда делось сокровище сэра Ричарда, и как была подписана Великая хартия вольностей.
Стихи: «Song of the Fifth River», «The Children’s Song»

## Награды и Феи

### Холодное Железо (Cold Iron)
На следующий год общение детей с Паком продолжается. Он рассказывает им судьбу подкидыша, выращенного эльфами Холмов. Его судьбу должен был определить первый же предмет из Железа, который он возьмёт в руки — и он выбрал ошейник раба.
Стихи: «a Charm», «Cold Iron»

### Глориана (Gloriana)
Гостья Дана и Юны — сама юная королева Елизавета, которая рассказывает о трудностях управления государством.
Стихи: «Two Cousins», «The Looking-Glass»

### То, да не то! (The Wrong Thing)
Новая встреча с художником Хэлом. Он рассказывает, как создал дизайн корабля для короля Генриха VIII, и сам же уничтожил его.
Стихи: «A Truthful Song», «King Henry VII and the Shipwrights»

### Марклейкские колдуны (Marklake Witches)
Девушка из XIX века рассказывает Юне о французском докторе, попавшем в плен во время Наполеоновских войн. В Англии его чудесные знания принимают за колдовство.
Стихи: «The Way through the Woods», «Brookland Road»

### Нож иМеловые Холмы(The Knife and the Naked Chalk)
Пак приводит к Дану и Юне пастуха времён неолита. Тот рассказывает, как отдал свой глаз лесным колдунам, чтобы получить для своего племени железные ножи для защиты от волков. Люди начали считать его богом, лишив счастья простой жизни. Так обычный пастух невольно становится прототипом Одина и Тюра.
Стихи: «The Run of the Downs», «Song of the Men’s Side»

### Брат Тупоносый Башмак (Brother Square-Toes)
Свою историю детям рассказывает цыган-контрабандист Фараон Ли. Во времена Американской революции он попал в США, где встретил Вашингтона, Талейрана и других великих людей, а также был принят в племя индейцев.
Стихи: «Philadelphia», «If—»

### Служитель Божий себе вопреки (a Priest in Spite of Himself)
Продолжение истории Фараона Ли, который помогал вождю Красная Куртка на переговорах, а позже получил великую милость от Наполеона Бонапарта.
Стихи: «St Helena Lullaby», «Poor Honest Men»

### Обращение святого Вильфрида (The Conversion of St. Wilfrid)
Архиепископ Вильфрид Йоркский рассказывает детям о том, как подружился с датчанином-язычником.
Стихи: «Eddi’s Service», «Song of the Red War-Boat»

### Доктор медицины (a Doctor of Medicine)
Новый гость Пака и детей — Николас Калпепер, медик и астролог времён Английской революции. Ник рассказывает, как спас деревню от чумы, применив свои знания о звёздах.
Стихи: «Astrologer’s Song», «Our Fathers of Old»

### Саймон Простак (Simple Simon)
Саймон Чейнис, простой купец и корабельщик, рассказывает, как у него на глазах возвысился сэр Френсис Дрейк.
Стихи: «The Thousandth Man», «Frankie’s Trade»

### Древо правосудия (The Tree of Justice)
Возвращение сэра Ричарда и последняя история: о том, как спустя много десятилетий после битвы при Гастингсе король Генрих, сын Вильгельма, встретил чудом выжившего короля Гарольда.
Стихи: «The Ballad of Minepit Shaw», «a Carol»